# Karl-Theodor zu Guttenberg
Pour les articles homonymes, voir Guttenberg.
Pour son grand-père, voir Karl Theodor von und zu Guttenberg.
Karl-Theodor zu Guttenberg (de son nom complet Karl-Theodor Maria Nikolaus Johann Jacob Philipp Franz Joseph Sylvester Freiherr von und zu Guttenberg) est un homme politique allemand né le 5 décembre 1971 à Munich. Il est membre de l’Union chrétienne-sociale en Bavière (CSU).
Il descend d'une famille de la noblesse bavaroise. En 2002, il est élu député fédéral au Bundestag, où il se spécialise dans les questions de géopolitique. Il devient six ans plus tard secrétaire général de l'Union chrétienne-sociale sur proposition de Horst Seehofer après que le parti a perdu sa majorité absolue au Landtag de Bavière.
Il ne reste à ce poste que trois mois, puisque la CSU le désigne en février 2009 comme ministre fédéral de l'Économie dans la première grande coalition d'Angela Merkel, sept mois seulement avant la fin de la législature. Après avoir remporté un nouveau mandat aux élections fédérales avec le meilleur résultat du scrutin, il est nommé ministre fédéral de la Défense dans le cabinet Merkel II. Il annonce à ce titre en 2010 la fin prochaine de la conscription.
Il démissionne l'année suivante, à la suite d'accusations de plagiat concernant la rédaction de sa thèse de doctorat en droit et met un terme à sa vie politique.

## Éléments personnels

### Formation et carrière
En 1991, il obtient son Abitur à Rosenheim, puis accomplit son service militaire à Mittenwald, dans un bataillon de chasseurs alpins de la Bundeswehr, qu'il achève en tant que sous-officier de réserve. Il entreprend alors des études supérieures de droit et de sciences politiques à Bayreuth, et les termine à Munich en passant avec succès son premier diplôme juridique d'État. Il reçoit un doctorat de droit en 2007, à l'université de Bayreuth. Il lui est retiré quatre ans plus tard par l'université, après avoir été accusé de plagiat au sujet de sa thèse.
Il commence à travailler au sein de la société familiale Guttenberg GmbH dès 1994, avant d'en devenir associé directeur. Il siège par ailleurs au conseil d'administration de la clinique de Rhön entre 1996 et 2002, et vend ses participations dans la HypoVereinsbank en 2002.

### Famille

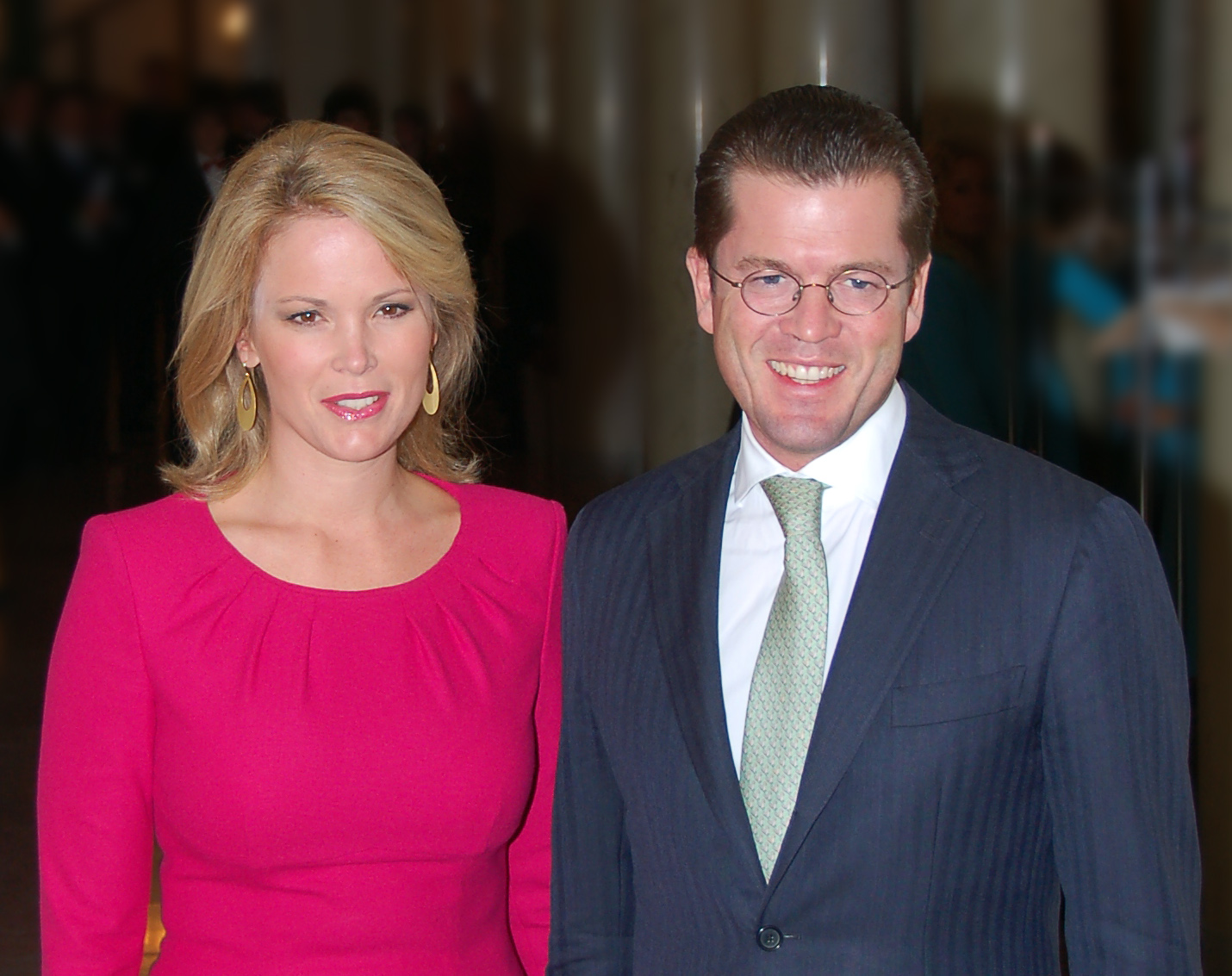
Il épouse Stephanie von Bismarck-Schönhausen en 2000.

Karl-Theodor zu Guttenberg est le fils du chef d'orchestre Enoch zu Guttenberg et de Christiane zu Eltz, qui divorcent. Sa mère se remarie en secondes noces avec Adolf von Ribbentrop, fils de Joachim von Ribbentrop. Il est également le petit-fils de Karl Theodor von und zu Guttenberg, qui est secrétaire d'État parlementaire à la chancellerie fédérale entre 1967 et 1969, et l'arrière-petit-neveu du baron Karl Ludwig von und zu Guttenberg.
En 2000, il épouse Stephanie von Bismarck-Schönhausen, de cinq ans sa cadette. Le couple a deux filles. Ils annoncent leur séparation en 2022. Le divorcce est prononcé le 28 avril 2025, en même temps qu'est révélée la liaison entre Karl-Theodor zu Guttenberg et la ministre fédérale de l'Économie Katherina Reiche (de).

## Parcours politique

### Au sein de la CSU
Il siège au comité directeur de la Junge Union, organisation de jeunesse de la CDU/CSU en Bavière et occupe la présidence de la commission pour les affaires étrangères de l'Union chrétienne-sociale en Bavière (CSU).
Le 8 décembre 2007, il est élu président de la CSU du district de Haute-Franconie, puis nommé secrétaire général du parti à la suite de sa défaite aux élections régionales le 3 novembre 2008. Il renonce à cette fonction le 10 février 2009 pour entrer dans le gouvernement fédéral. Il est remplacé par Alexander Dobrindt. Il préside également la CSU de la commune de Guttenberg depuis décembre 2008.
Il est membre du comité directeur et de la présidence du parti, mais renonce le 19 mars 2011 à diriger la fédération chrétienne-sociale dans le district de Haute-Franconie, un peu plus de deux semaines après s'être retiré de la vie politique.

### Débuts électoraux
Il entre au Bundestag et l'assemblée de l'arrondissement de Kulmbach en 2002.
En tant que député fédéral, il est porte-parole du groupe CDU/CSU au Bundestag à la commission des Affaires étrangères et pour les questions de désarmement et de non-prolifération nucléaire. Il est réélu lors des élections anticipées de 2005 avec 60 % des voix au scrutin uninominal.

### Une surprise au ministère fédéral de l'Économie
Le 10 février 2009, Karl-Theodor zu Guttenberg est choisi par Horst Seehofer pour remplacer Michael Glos comme ministre fédéral de l'Économie et de la Technologie au sein de la grande coalition d'Angela Merkel, une nomination surprenante dans la mesure où son profil le destine davantage au ministère des Affaires étrangères ou de la Défense. À ce poste, il doit affronter la crise économique mondiale qui met à mal la croissance économique allemande et gérer le plan de sauvetage d'Opel. À 37 ans, il est le plus jeune ministre de l'Économie d'Allemagne, et le benjamin du gouvernement fédéral.

### Passage au ministère fédéral de la Défense

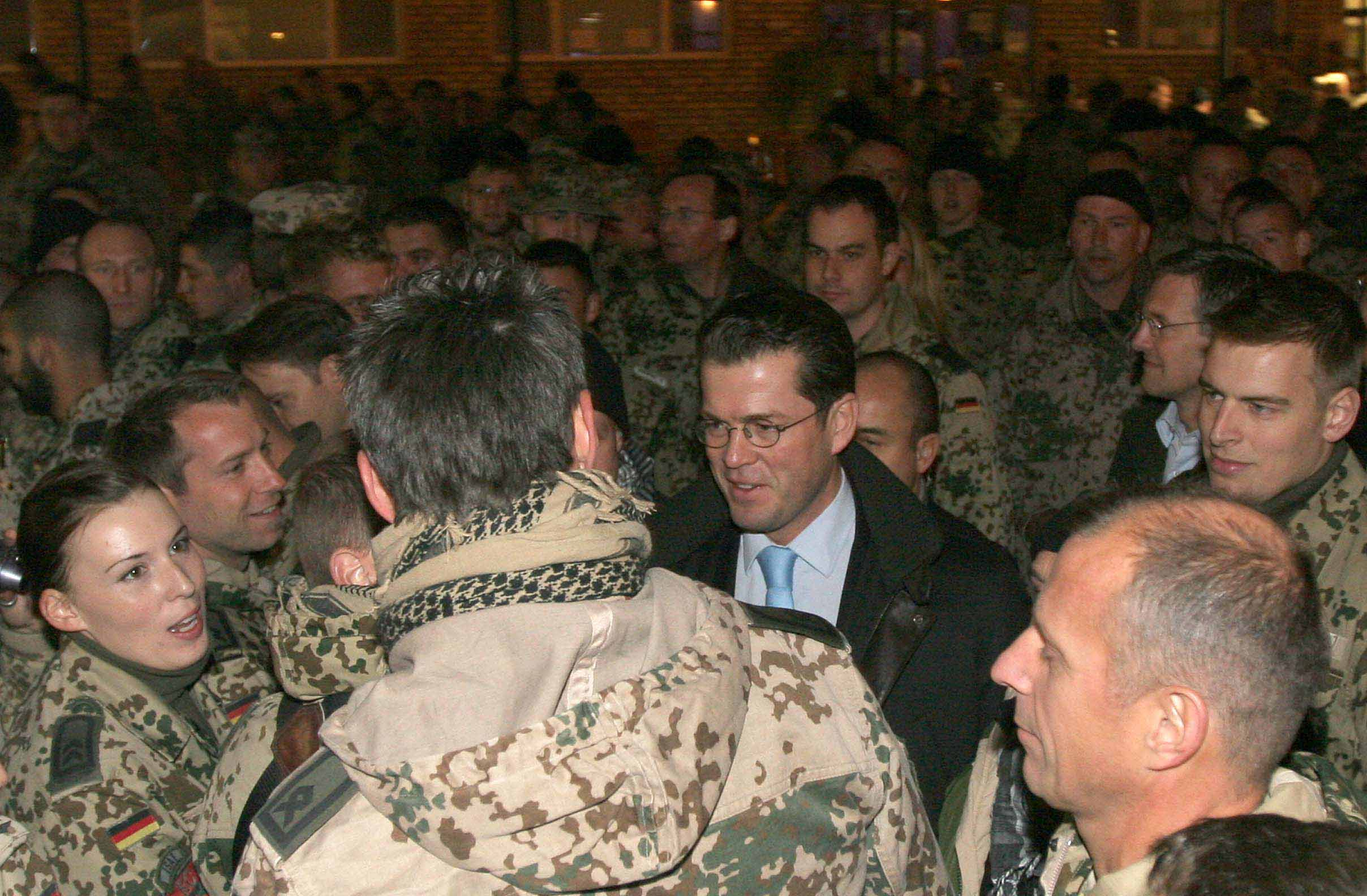
Karl-Theodor zu Guttenberg, accompagné de députés au Bundestag, lors d'une visite à un contingent de la Bundeswehr déployé en Afghanistan.

Aux élections fédérales du 27 septembre 2009, il est réélu député fédéral avec 68,1 % des suffrages, soit le record de ce scrutin. Le 28 octobre suivant, il est nommé ministre fédéral de la Défense dans la nouvelle coalition noire-jaune, dont le benjamin est désormais Philipp Rösler, ministre fédéral de la Santé. Il est notamment chargé de la gestion de la guerre en Afghanistan et est appelé à témoigner devant une commission d'enquête parlementaire à propos du Bombardement de Kunduz décidé sous la direction de son prédécesseur et qui fait de nombreuses victimes civiles.
Il est le premier chrétien-social à occuper ce portefeuille depuis Franz Josef Strauß, considéré comme l'idéologue de la CSU.
Le 18 mars 2010, il est accusé par l'ancien chef d'état-major de la Bundeswehr, qu'il a limogé à la suite du bombardement de Kunduz, d'avoir menti en prétendant que l'état-major ne lui avait pas communiqué un rapport secret faisant état de victimes civiles dès le lendemain de l'attaque et édité au mois de novembre. Face à cette révélation, le coordinateur du groupe SPD au Bundestag, Thomas Oppermann, a estimé que Guttenberg devrait démissionner si ces faits étaient avérés.
Il annonce le 2 juin 2010 vouloir suspendre le service militaire obligatoire, afin de réaliser environ quatre cents millions d'euros d'économie dans le cadre du plan de réduction des dépenses publiques allemandes.

#### Controverse sur sa thèse doctorale

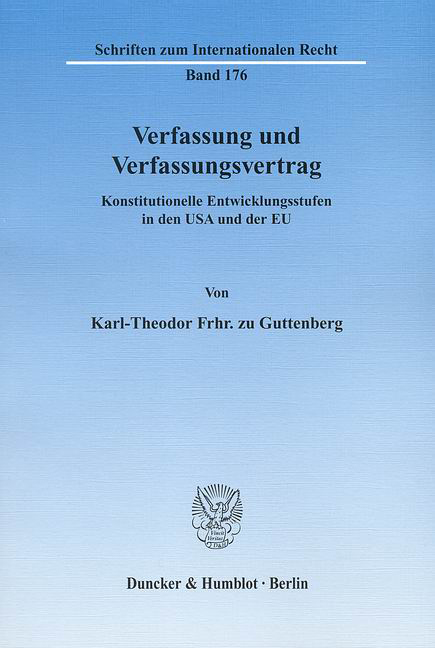
La thèse en cause.

En février 2011, il est accusé de plagiat dans sa thèse doctorale car il aurait recopié notamment une partie d'un article publié en 2003 par le NZZ am Sonntag, ce qui pourrait conduire à la perte de son doctorat de droit. Cela lui vaut de nombreuses critiques de la presse, qui l'affuble de surnoms rappelant ses origines nobles, tels « baron du copier-coller » ou « baron von Googleberg », tandis que la chancelière Angela Merkel lui a exprimé son soutien. Il annonce, le 18 février, renoncer « temporairement » à son titre de docteur en droit, le temps que l'université de Bayreuth procède à ses investigations, tandis que deux plaintes ont été déposées auprès du parquet de la ville en lien avec cette affaire. Un site Internet participatif a même été ouvert, sur lequel les internautes identifient les passages et/ou pages litigieux. Il finit par demander la révocation de sa thèse pour « fautes graves » le 21 février, soit quatre jours seulement après le début du scandale. Deux jours plus tard, l'université, après évaluation, lui retire son titre de docteur, estimant que la thèse « n'a pas donné lieu à un travail scientifique correct », selon son président. L'analyse « mettra finalement en évidence 1202 plagiats de 132 sources, soit 10 298 lignes plagiées sur les quelque 16 500 que compte l'ouvrage », d'après Christian Bouchindhomme, traducteur d'un ouvrage de Habermas.
Dans cette affaire, il dispose du soutien sans faille de la chancelière, qui rappelle l'avoir choisi « non pour être assistant de recherche mais ministre de la Défense, un travail dont il s'acquitte parfaitement », et de la CDU/CSU, son président de groupe parlementaire dénonçant une campagne menée par l'opposition. À l'inverse, l'ensemble de l'opposition de gauche réclame sa démission, le chef de file parlementaire social-démocrate, Frank-Walter Steinmeier, estimant que le ministre avait trompé l'opinion publique, ce qui n'est pas « une petite chose »,.
Sa popularité, au taux record de 68 % d'opinions favorables, n'est pas immédiatement affectée par ce que les médias appellent la Plagiatsaffäre Guttenberg (de).

### Retrait de la politique
Le 1er mars 2011, Karl-Theodor zu Guttenberg annonce sa démission du ministère fédéral de la Défense, affirmant agir pour éviter de nouvelles répercussions politiques, alors qu'il avait entrepris une vaste réforme de la Bundeswehr, et par décence vis-à-vis des soldats de l'armée fédérale. Il déclare : « J'étais toujours prêt à combattre, mais j'ai atteint les limites de mes forces. », ajoutant qu'il s'agit de « la décision la plus douloureuse » de sa vie mais qu'il est prêt à collaborer avec la justice, voire à renoncer à son immunité parlementaire. Le lendemain, le président de la CSU, Horst Seehofer, précise que Guttenberg, remplacé par le ministre fédéral de l'Intérieur, Thomas de Maizière, va également quitter le Bundestag.
En 2016, Horst Seehofer tente de le convaincre de revenir en politique, comme chef de file de la CSU aux élections fédérales de 2017 et président du parti, mais il exprime un refus net, arguant de ses fonctions dans le secteur privé et que rien ne justifiait désormais un retour à la vie politique.
Il devient[Quand ?] lobbyiste de la société de services financiers en ligne Wirecard et intervient à ce titre auprès de la chancelière Angela Merkel à  l'été 2019. Il est auditionné en 2021 par la commission d'enquête du Bundestag à la suite du scandale financier qui a précipité la faillite de l'entreprise.